# Hydrodendron violaceum
Hydrodendron violaceum är en nässeldjursart som beskrevs av Hirohito 1995    . Hydrodendron violaceum ingår i släktet Hydrodendron och familjen Haleciidae. Inga underarter finns listade i Catalogue of Life.